# Ожог глаза

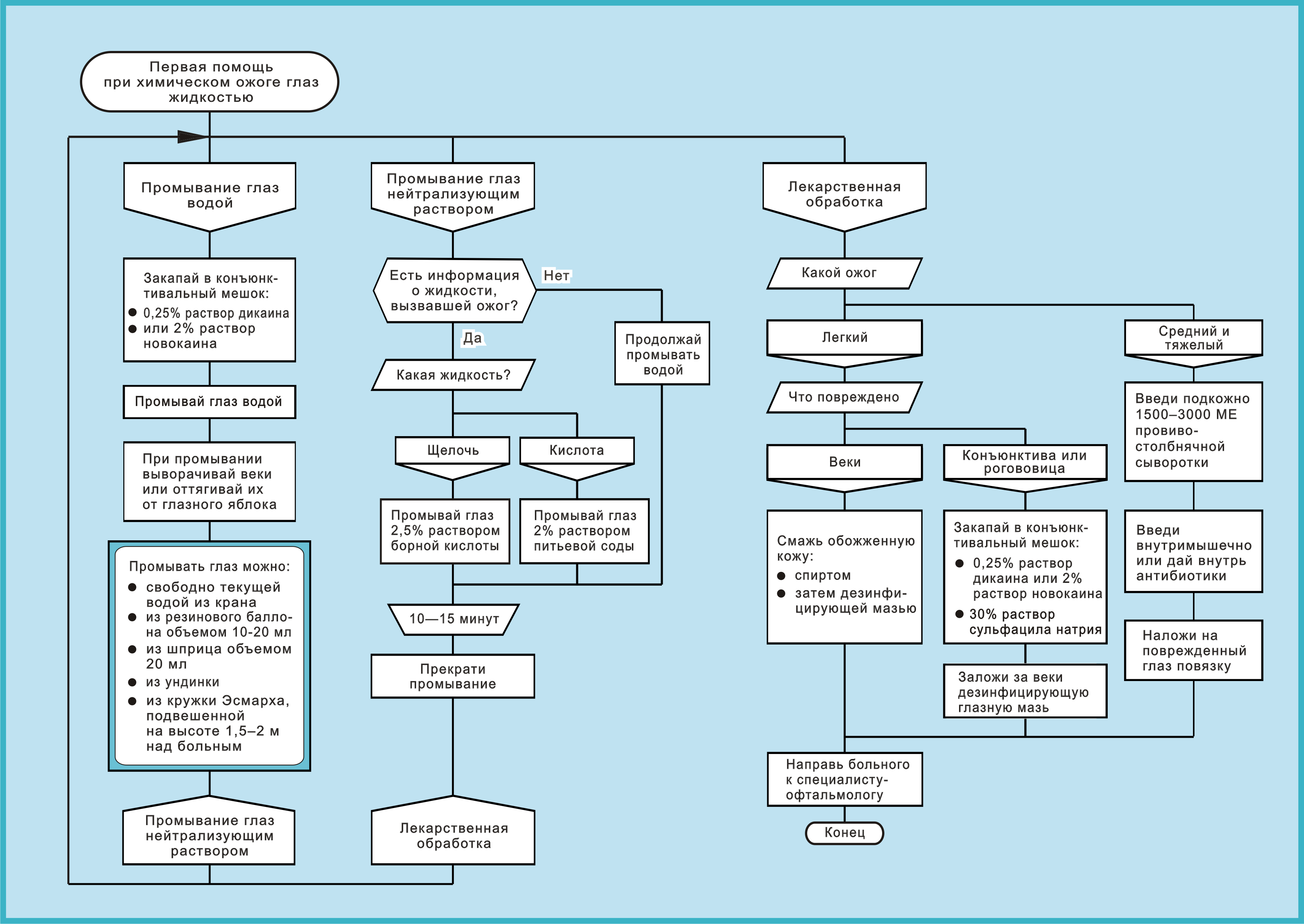
Первая помощь при химическом ожоге глаз жидкостью — медицинский алгоритм на языке ДРАКОН

Ожог глаза — поражение глазного яблока или тканей вокруг глаза различных степеней тяжести.

## Термическиеожоги
Кратковременные воздействия повреждающего агента, которые обуславливают кратковременно смыкание глазной щели (поэтому часто тяжёлые ожоги 3—4 степени сопровождаются лёгкой степенью ожога глаза). Термические агенты быстро остывают, поэтому редко проникают вглубь.

## Химическиеожоги
Могут длительно воздействовать на глаз, после смыкания глазной щели агент оказывается в слёзной жидкости и хоть и разбавляется, но воздействует. Если химический агент попадает в твёрдом виде, то слеза, растворяя его, образует концентрированный раствор. Характер воздействия зависит от состояния агента (твёрдое, жидкое) и от химической природы (кислота, щёлочь).

### Ожоги кислотой
При ожоге кислотой образуется коагуляционный некроз. На обожжённой поверхности отмечается плотная плёнка из некротизированных тканей. Эта плёнка предотвращает дальнейшее распространение кислоты вглубь.

### Ожогищёлочью
При этом в тканях происходят растворение белков, омыление жиров (колликвационный некроз) — идёт размягчение ткани и химический агент проникает всё глубже и глубже (в том числе и во внутренние оболочки глаза). Таким образом, в связи с этим сначала ожог может быть лёгким, но на следующий день он может переходить в тяжелый ожог. При ожоге щёлочью любой степени лечение должно осуществляться только в условиях стационара.

## Классификация термических ожогов по тяжести
1. Легкие ожоги, 1 степень:
- гиперемия кожи век
- гиперемия конъюнктивы и глазного яблока
- эрозия роговицы, отек эпителия

Оценка производится по состоянию роговой оболочки (остроте зрения).
2. Средняя тяжесть, 2 степень:
- пузыри, гиперемия и отек кожи век
- поверхностный отек конъюнктивы, легко снимаются беловатые (сероватые) плёнки
- поверхностное полупрозрачное помутнение роговицы (рисунок радужки виден через край).

3. Тяжелые ожоги, 3 степень
- некроз кожи век, кожа покрыта темно-серой коркой (при ожогах щелочами менее плотная, при ожогах кислотой — более плотная
- конъюнктива имеет вид серо-белого струпа
- глубокое помутнение роговицы («матовое стекло») — виден только контур зрачка

4. Особо тяжелые ожоги, 4 степень:
- глубокий некроз или обугливание всех тканей глаза
- некроз конъюнктивы и склеры
- поражение всех слоев роговицы, которая бывает похожа на «фарфоровую» пластинку (контуры зрачка не видны)

После отторжения некротических масс образуются язвенные поверхности, которые грубо рубцуются, вследствие чего возникает: укорочение конъюнктивального свода, выворот и заворот век. При 3—4 степени ожогов образуются спайки между конъюнктивой век и глазного яблока, которые носят название симблефарон.

## Первая помощь при ожогах глаз
1. В конъюнктивальный мешок закапать местно-анестезирующие капли: дикаин, новокаин, глазной гель Корнерегель.
2. Обильное промывание глаз водой (10-20 минут). Недопустимо использовать нейтрализующие растворы, т.к. выделившееся тепло при реакции нейтрализации может вызвать термический ожог.
3. Дезинфицирующие капли и мазь
4. Противостолбнячная сыворотка, антибиотики внутримышечно